# Крайтрон

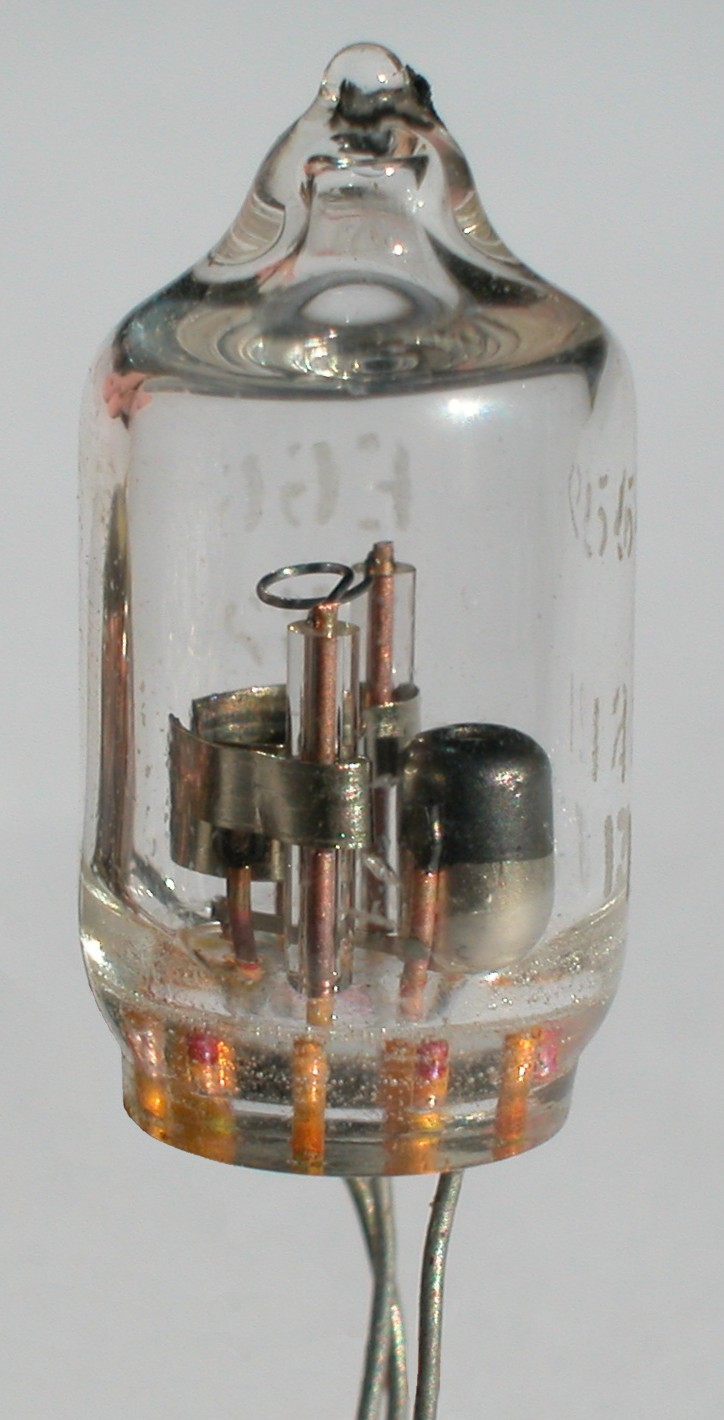
Ключ KN2 «Krytron», изготовленный EG&G — высотой примерно 25 мм

Крайтро́н — газонаполненная лампа с холодным катодом, применяется как очень быстрый ключ (включатель). Одна из ранних разработок фирмы EG&G (англ.).
В отличие от большинства других газоразрядных приборов, крайтроны используют дуговой разряд для управления очень большими токами и напряжениями (несколько кВ и несколько кА в импульсе), гораздо больше, чем обычный слаботочный тлеющий разряд. Крайтрон — комбинация управляемых искровых разрядников и тиратронов, изначально разработанная для передатчиков радаров во время Второй мировой войны.

## Устройство

Изображение крайтрона на электрических принципиальных схемах

Крайтрон имеет 4 электрода: анод, катод, сетку и «предзажигание» («Keep-alive» на рисунке). Электрод предзажигания расположен рядом с катодом; к нему прикладывается небольшое положительное напряжение так, что область газа рядом с катодом оказывается ионизированной. Высокое коммутируемое напряжение прикладывается к аноду, но разряда не происходит, пока на сетку  не подан положительный импульс. Начавшись, дуговой разряд создаёт значительный ток между катодом и анодом. Вместо или в дополнение к электроду предзажигания для облегчения ионизации некоторые крайтроны могут содержать небольшое количество β+-радиоактивного материала (обычно никеля-63). Радиоактивность крайтронов очень мала и не опасна для здоровья. 
Крайтрон, разработанный ещё во второй половине 1940-х годов по ряду параметров всё ещё имеет лучшие импульсные характеристики, чем современные полупроводниковые приборы. А вакуумная разновидность прибора (en:Sprytron (англ.)) работает даже при высоком уровне радиации, при котором газонаполненный крайтрон мог бы самопроизвольно включиться, а полупроводниковые приборы вообще работают неправильно.

## Применение
Крайтроны и их модификации всё ещё производятся фирмой «Perkin-Elmer Components» и используются в разнообразных промышленных и военных устройствах. Больше всего известно их использование для управления детонаторами в ядерном оружии (детонаторы с взрывающимся мостиком и слэппер-детонаторы, это их изначальное применение) непосредственно или под управлением мощных искровых разрядников (например, игнитронов). Они также используются для включения мощных ксеноновых ламп в копировальных аппаратах, лазерах и для управления электродетонаторами в промышленной пиротехнике.

## Экспортные ограничения в США
По причине возможности использования крайтронов в схемах управления подрывом ядерного оружия были введены экспортные ограничения, их вывоз из США строго контролируется. Известны случаи контрабанды или попыток контрабанды крайтронов в страны, разрабатывающие ядерное оружие и ищущие источники снабжения крайтронами для управления создаваемым вооружением.

## В популярной культуре
Крайтрон и охота за ним фигурируют в фильме «Неистовый» 1988 года режиссёра Романа Полански.